# カンタベリー地震 (2011年2月)

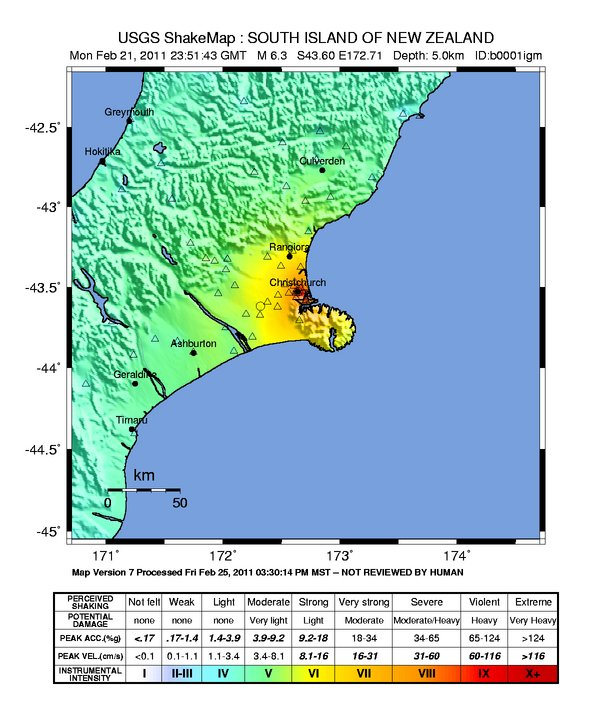
USGSによる震央の位置と震度分布

カンタベリー地震（カンタベリーじしん）は、2011年2月22日12時51分（現地時間）にニュージーランドのカンタベリー地方で発生したモーメントマグニチュード(Mw)6.1の地震である。特に被害を受けた都市クライストチャーチの名を取って「クライストチャーチ地震」「リトルトン地震」、また単に「ニュージーランド地震（NZ地震）」と呼称される場合もある。

## 概要
震源はクライストチャーチ近郊のリトルトン付近で、震源の深さは約5kmである。この地震以降、2,000回以上の余震を記録している。
同地域では2010年9月4日にもマグニチュード7.0の地震が発生しており、関連も指摘される。2010年の地震の最大余震との見方もあるが、詳しい関連性は分かっていない。ただし、今回の地震は2010年の地震の震源断層（太平洋プレート内）の延長線上における地震空白域となっていた活断層で発生している。また、今回の地震から4ヶ月近く経過した2011年6月にも同地域でM6.0の地震（カンタベリー地震 (2011年6月)）が発生している。
また2011年12月23日、2回にわたってM5.8の地震が発生した。

## 地震像
右横ずれ断層に逆断層の成分が加わった地震で、震央付近では東西方向に長さ約30km最大横ずれ変異量5mの地表断層（グリーンデール断層と命名）が出現したが、地震発生当時には断層の存在は知られていなかった。観測された地震波形を解析した結果、クライストチャーチ市内南部では 1995年兵庫県南部地震と同程度（125cm/s）の最大速度（三成分合成）と最大加速度（三成分合成）は1,928ガルと算出され、小規模な建物を破壊しやすい1〜2秒周期のパルス性の強い振動（キラーパルス）が記録されている。2010年9月の地震の最大余震とも解釈されている。

## 被害

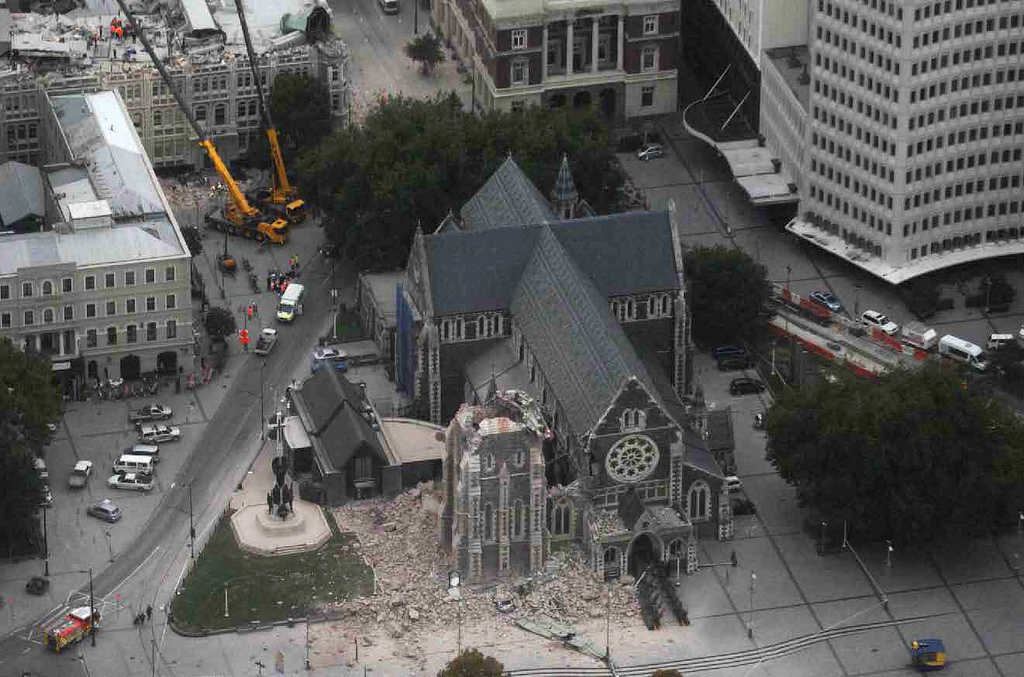
地震で尖塔が崩壊した大聖堂。左上は最上階が崩壊した新聞社「ザ・プレス」の旧本社ビル

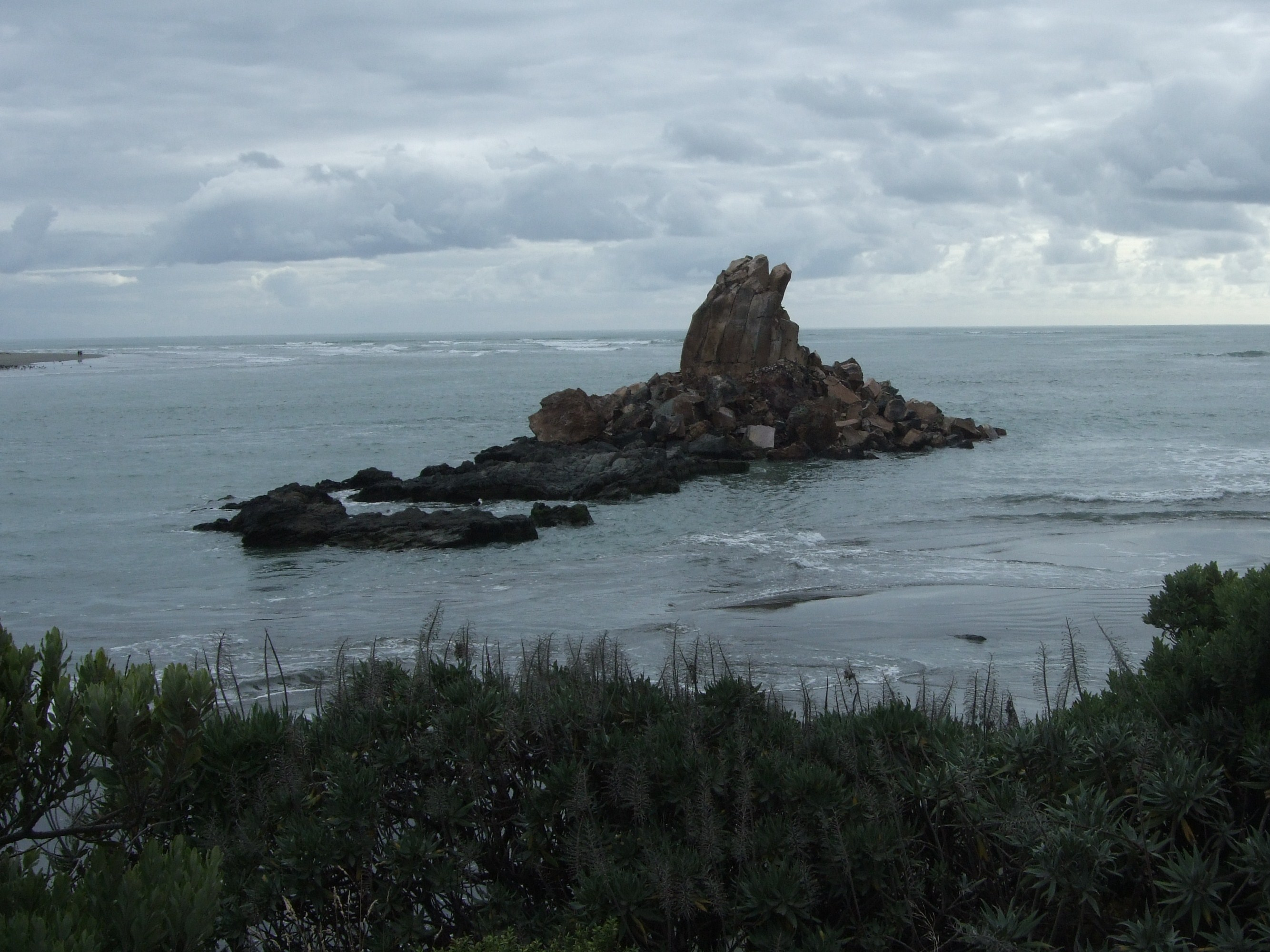
クライストチャーチ近くの岩島・ラパヌイ岩は地震により崩壊した（2011年3月9日撮影）

クライストチャーチ周辺が被害を受けており、クライストチャーチ大聖堂の塔が崩壊し、市内の多くの地域で停電や断水が発生した。 また、クライストチャーチでは観測史上最大規模の液状化現象が発生し、カンタベリー大学の調査では被害家屋は40,000 - 50,000棟に上るとされている。特に、市内の中層ビル2棟が倒壊したことで多数の死傷者が発生した（後述）。クライストチャーチ国際空港も管制塔が崩れるなどの被害を受け一時閉鎖されたが、まもなく再開された 。
2011年3月3日、ニュージーランド政府は生存者がいる可能性はないなどとして同国は行方不明者の捜索を中止したと発表した。

### データ
2012年2月9日、ニュージーランド警察は被害者数を以下のとおり発表した 。
- 死者…185人
  - 死者の出身…15の国と地域（イスラエル、タイ、大韓民国（韓国）など[19]）

| 国 | 死者        |
| --- | ----------- |
| ニュージーランド · – クライストチャーチ · – ワイマカリリ & セルウィン · – リトルトン · – ウェリントン · – 不明/その他 | 97 86 8 1 1 |
| 日本 | 28          |
| 中国 | 23          |
| フィリピン | 9           |
| タイ | 6           |
| イスラエル | 3           |
| 韓国 | 2           |
| カナダ · アイルランド · マレーシア · ルーマニア · セルビア · 台湾 · トルコ · アメリカ                                 | それぞれ1   |
| カンタベリー地震と直接関係のある死者                                                                                  | 4           |
| 身元が特定できなかった死者                                                                                            | 4。         |
| 合計 | 185         |

- 失業者 - 約5万人（クライストチャーチ市中心部の商業地区での推定）
- 停電世帯 - 約2万世帯（全体の15パーセント）
- 断水世帯 - 約5万世帯（全体の33パーセント）
- 倒壊や崩壊の危険がある建物 - 約4200棟（クライストチャーチ市のみ）
- 被害総額 - 約200億NZドル（前年9月の地震との合計）

### CTVビルの崩壊
CTVビルは1988年に竣工した6階建て鉄筋コンクリート造りの商業ビルであった。2011年2月時点のテナントは以下の通り。
- 1階 - 東側に地元テレビ局カンタベリー・テレビ（CTV）が入居。西側は屋内駐車場[23]
- 2階 - CTV
- 3階 - 空室[23]
- 4階 - 語学学校が入居[24][23]
- 5階 - 医療センター[23]と臨床心理学者の仮事務所[25]、頭髪治療クリニックが入居[23]
- 6階 - 半分にカウンセリング機関が入居。残りは空室[23]

地震発生直後、北側のエレベーター棟を残して全層が水平に落下する形で倒壊し出火した。ビル内にいたCTV社員、語学学校の生徒・講師・社員、医療センターの患者・医師・看護師、カウンセラー、警察職員らが巻き込まれ115名が死亡、1か所における最大の被害を出した。この地震で日本人・中国人をはじめとした外国人の被害者が多かったのは、4階の語学学校が昼休み時間で多くの留学生が在室していたためである。
CTVビルは2010年9月の地震で複数の亀裂が生じ、2010年末から始まった隣接ビルの解体工事の衝撃で亀裂が拡大していたことが明らかになっている。
2011年2月28日、CTV会長が地震の前日に隣接建物解体工事の一環としてCTVビルの壁に穴が開けられていたと述べたことが明らかになった。
2010年9月の地震の後、クライストチャーチ市が行った建物の外観調査の際、CTVビルに対して安全であることを示す「緑」の判定を下されていた。この調査は、国の指針に反し、緑の判定には建築技師が関わっておらず、市の担当職員だけで行われており、十分な調査が為されなかった。
2011年2月28日、クライストチャーチ市長と建設担当者は会見で、内部の損傷に関してはビル所有者の管轄であり、最終的な責任についても同様であると述べた。市長はCTVビルの崩壊要因について、前年から大きな縦揺れを含んだ地震動を引き起こす地震が続いたことを指摘した。
3月3日、ニュージーランドのジョン・キー首相は、CTVビルの崩壊について警察の捜査対象になる見込みであることを示した。また、独立した調査組織である王立委員会を設置し徹底調査をする方針を明らかにした。
2012年2月9日、ニュージーランド建築住宅庁はカンタベリービルの崩壊要因が「激しい横揺れ」、「柱の弾力性と強度の欠如」、「耐震壁の非対称の配置」であり、さらに柱と耐震壁が建築された1986年当時の基準を満たしておらず、構造上の欠陥があったと発表した。
2012年12月10日、ニュージーランド政府の独立機関であるカンタベリー地震王立委員会は調査結果を公表し、原因は不適切な設計と施工にあるとした。
クライストチャーチ市のダルジール市長は、2020年2月にビル倒壊犠牲者の遺族と面会し（23日クライストチャーチ、25日東京、26日富山）、非公開で謝罪した。27日には公式に謝罪する動画と文書を発表した。

## 経済への影響
ニュージーランド・ドルは地震の影響に加え、アラブの春の勃発による中東情勢の緊迫化が重なって大きく売られ、2011年2月22日時点で主要16通貨全てに対し下落、米ドルと日本円に対して年初来安値を記録した。

## 各国政府・国際団体等の反応
- 日本 - 菅直人内閣総理大臣が緊急対策会議を招集し、「邦人保護と情報収集徹底、ニュージーランドへの緊急応援の準備」をおこなうように指示[42]、これを受けて政府が支援準備調査団を現地へ派遣し[43]2011年2月23日に到着した[44]。同24日に国際緊急援助隊が現地に到着し[45]、3月12日まで活動を行った[46]
- アイルランド - 当地に本部を置く国際ラグビー評議会（IRB）は2011年秋にニュージーランドで開催される予定のラグビーワールドカップについて、「現時点で影響を判断するのは早い」として大会開催まで事態を見守る姿勢をしめした[47]。
- アメリカ合衆国 - バラク・オバマ大統領が2月22日、「ニュージーランド国民と犠牲者及びその友人たちに深い哀悼を捧げたい」と声明を発表すると共に、緊急援助隊を派遣させることを明らかにした[48]。同25日援助隊が現地に到着[45]。
- オーストラリア - 同24日に救助隊が現地に到着[49]。
- シンガポール - 同24日に救助隊が現地に到着[49]。
- イギリス - 同25日に援助隊が現地に到着[45]。
- 中国 - 同26日までに救助隊が現地に到着[50]。
- 台湾 - 同24日に救助隊が現地に到着[49]。

## その他
- 震災後、2月24日に日本人記者2人と他の記者1人が立ち入り禁止となっていた現地の病院に侵入し逮捕され、後に釈放された[51][52]。また5人の日本人テレビレポーターが非常線を破ったとして、現地の警察により3月1日夜、取材許可を剥奪され退去処分となった。この際、日本人レポーターは現地の警察官に対して『身体的攻撃』を行ったため警察に一時拘束されたと報じられている[53]。
- クライストチャーチの地元警察によれば、2011年2月22日以降家庭内暴力事件数が50%以上増加した。また、市内では自殺やストレス絡みの問題が増加したとの報告がある[54]。
- この地震で犠牲となった富山外国語専門学校の生徒の遺族らが学校側の安全管理が不十分だとして同校に質問状を出したところ、森雅志富山市長が「今回の語学研修は、富山市主催でも学校の公式行事でもなく、生徒が自己責任で参加したものである」と回答し、遺族らから反発が出ている[55]。
- 同年9月16日、同国ハミルトンのワイカト・スタジアムで行われたラグビーワールドカップ2011一次リーグ、ニュージーランド対日本の試合前にカンタベリー地震と東北地方太平洋沖地震（東日本大震災）の犠牲者を悼むセレモニーが行われ、黙祷が捧げられた[56]。